# Vitstrupig rall
Vitstrupig rall (Dryolimnas cuvieri) är en fågel i familjen rallar inom ordningen tran- och rallfåglar.

## Utseende och läte
Vitstrupig rall är en stor och kraftig rall med rätt färgglad fjäderdräkt och röd näbb. Ovansidan är olivgrön och undersidan rödaktig med tydligt vit strupe. Vanligaste lätet från denna ljudliga art är en ringande serie med stigande "schweeet”.

## Utbredning och systematik
Vitstrupig rall placeras som enda art i släktet Dryolimnas och delas in i tre underarter med följande utbredning:
- Dryolimnas cuvieri cuvieri – förekommer i lågland på Madagaskar
- Dryolimnas cuvieri abbotti – förekom tidigare på Assumption Island, numera utdöd
- Dryolimnas cuvieri aldabranus – förekommer på Aldabra, saknar flygförmåga

## Levnadssätt
Vitstrupig rall är inte alls lika skygg som typiska rallar, ibland till och med lätt att komma nära. Den hittas på marken i skog, mangroveträsk, fuktiga buskmarker, våtmarker och risfält.

## Status
Arten har ett stort utbredningsområde, men är relativt fåtalig med en världspopulation på endast 5.100–7.500 individer. Populationen är dock stabil, varför internationella naturvårdsunionen IUCN ändå kategoriserar arten som livskraftig (LC).

## Namn
Fågelns vetenskapliga artnamn hedrar Léopold Chrêtien Frédéric Dagobert Baron Cuvier (1769–1832), fransk anatomist bättre känd genom sitt författarnamn Georges Cuvier.